# Abdulla Al Humaidi
Abdulla Al Humaidi (* 12. Januar 1998) ist ein Eishockeyspieler aus den Vereinigten Arabischen Emiraten. Er spielt seit 2019 bei den Abu Dhabi Storms aus der Emirates Ice Hockey League.

## Karriere
Auf Vereinsebene tritt Al Humaidi für die Abu Dhabi Storms aus der Emirates Ice Hockey League an.

### International
Im Juniorenbereich stand er 2018 im Aufgebot seines Landes beim IIHF Ice Hockey U20 Asia and Oceania Championship, wo das Team den dritten Platz belegte.
Abdulla Al Humaidi nahm für die Eishockeynationalmannschaft der Vereinigten Arabischen Emirate an der Qualifikation für die Weltmeisterschaften der Division III 2018 sowie den Weltmeisterschaften der Division III 2022 und der Division II 2023, 2024 und 2025 teil. Zudem vertrat er seine Farben bei der Olympiaqualifikation für die Winterspiele in Peking 2022.

## Erfolge und Auszeichnungen
- 2018 Bronzemedaille beim IIHF Ice Hockey U20 Asia and Oceania Championship
- 2022 Aufstieg in die Division II, Gruppe B, bei der Weltmeisterschaft der Division III, Gruppe A
- 2023 Aufstieg in die Division II, Gruppe A, bei der Weltmeisterschaft der Division II, Gruppe B